# Grande Skopje

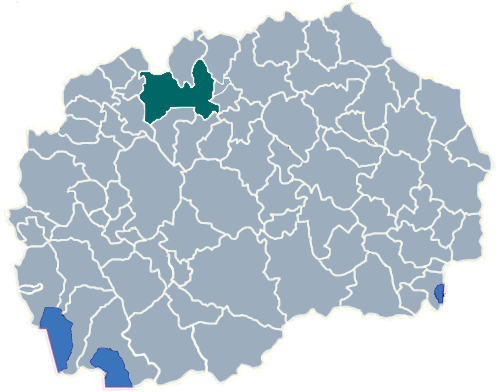
Skopje nel territorio della Repubblica

Il concetto di Grande Skopje, in macedone Големо Скопје?, Golemo Skopje, è relativo alla speciale organizzazione  amministrativa della città di Skopje, capitale della Macedonia del Nord.

## Città di Skopje
La Città di Skopje ha una propria amministrazione, ma al contempo è costituita da 10 municipi, ciascuno con un proprio sindaco e consiglio. Come unità nel suo complesso, Skopje è la capitale della Repubblica. Fa parte della regione statistica di Skopje (Скопски регион).
L'organizzazione della Grande Skopje, come un'unità distinta di autogoverno locale con personalità giuridica propria, è definita dalla Legge di Skopje, la quale suddivide le competenze della città rispetto a quelle dei municipi, enti depotenziati rispetto agli altri comuni dello Stato.